# Polyphia
Polyphia — переважно інструментальний прогресивний рок-гурт, заснований у Плано, штат Техас, у 2010 році, що складається з гітаристів Тіма Хенсона та Скотта Лепейджа, басиста Клея Гобера та барабанщика Клея Ешлімана.
Звучання Polyphia відзначається тим, що віртуозні гітарні партії поєднуються з іншими стилями музики. У ранніх релізах орієнтовані на метал, вони розвинули свою музику до більш прогресивного рок-звучання, поєднуючи електронну музику та хіп-хоп у своїх пізніх творах. Polyphia випустила чотири студійні альбоми, два міні-альбоми та численні сингли.

## Історія
Polyphia вперше досягли успіху, коли гітарне відео на композицію «Impassion» з міні-альбому Inspire стало вірусною на YouTube. Відтоді популярність гурту зросла, і вони ділили сцену з прогресивними металкор-виконавцями, такими як Periphery, Between the Buried and Me та August Burns Red.
Гурт стверджує, що на нього впливають виконавці всіх жанрів. Почавши з важчого звучання, орієнтованого на шред, вони згодом зросли до більш мелодійного гурту. Описуючи альбом Muse, гітарист Тім Хенсон каже, що основне натхнення прийшло з поп- та реп-музики.
У вересні 2022 року Polyphia випустили сингл «Ego Death», четвертий після останнього альбому Remember That You Will Die. Реліз супроводжувався відео, в яких знявся гітарист-віртуоз Стів Вай. Remember That You Will Die вийшов 28 жовтня 2022 року та містить в собі появу гостей: Софію Блек, Brasstracks, Snot, Чіно Морено та вищезгаданого Вая.

## Учасники гурту
Теперішні учасники
- Тім Хенсон — гітара (2010–дотепер)
- Скотт Лепаж — гітара (2010–дотепер)
- Клей Гобер — бас-гітара (2012–дотепер)
- Клей Ешліман — ударні (2016–дотепер)

Колишні учасники
- Брендон Беркхалтер — ударні (2010—2014; 2015—2016), вокал (2010—2011)
- Ренді Мете — ударні (2014—2015)
- Лейн Дускін — вокал (2010—2012)

## Дискографія
Студійні альбоми
- Muse (2014)
- Renaissance (2016)
- New Levels New Devils (2018)
- Remember That You Will Die (2022)

Міні-альбоми
- Inspire (2013)
- The Most Hated (2017)

Сингли
- «Envision» (2013)
- «LIT» (2017)
- «G.O.A.T» (2018)
- «O.D.» (2018)
- «Yas»(2018)
- «Look But Don't Touch» (2019)
- «Inferno» (2019)
- «Playing God» (2022)
- «Neurotica» (2022)
- «ABC» (2022)
- «Ego Death» (2022)